# Bristol Scout F
Los Bristol Scout E y Scout F fueron cazas biplanos monoplaza británicos construidos en 1916 para utilizar motores más nuevos y más potentes. Inicialmente fue propulsado por el Sunbeam Arab, pero el tercer prototipo se utilizó como banco de pruebas para el Cosmos Mercury, marcando el inicio de la asociación de Roy Fedden con la Bristol Aeroplane Company. El Armisticio acabó con las esperanzas de producción.

## Desarrollo

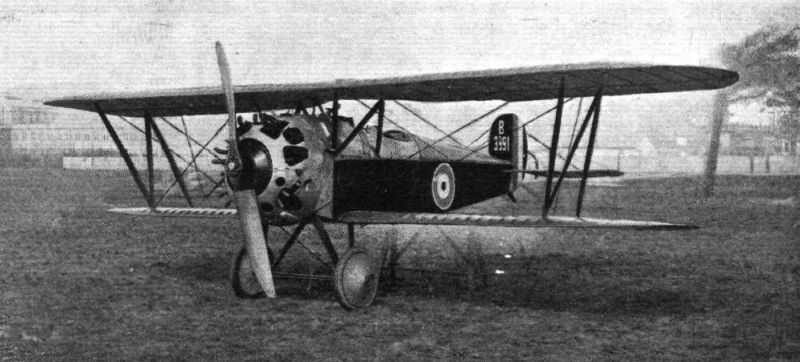
Vista de tres cuartos del Scout F.

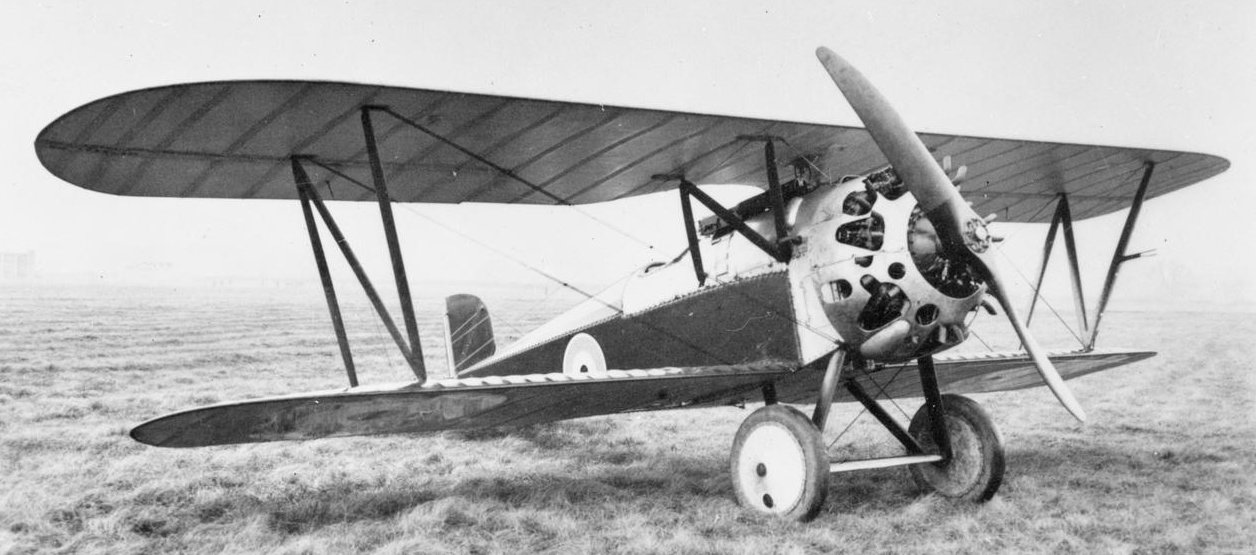
Bristol Scout F propulsado por Cosmos Mercury.

A finales de 1916, había escasez de motores suficientemente potentes para los cazas monoplaza necesarios para la superioridad aérea. Uno de los pocos disponibles era el Hispano-Suiza 8, pero no era fiable y la producción estaba siendo absorbida por la necesidad de propulsar al Royal Aircraft Factory S.E.5a que estaba entrando en servicio. Frank Barnwell, de la Bristol Aeroplane Company, diseñó un biplano monoplaza, llamado Scout E, alrededor de un motor radial de diez cilindros refrigerado por agua de 150 kW (200 hp), diseñado por Harry Ricardo y Frank Halford, pero no se materializó y se buscó otro motor. La compañía obtuvo un contrato del Ministerio del Aire por seis aviones y se le prometieron algunos Hispano-Suiza V8 de 150 kW (200 hp), pero en junio de 1917 estos habían sido reemplazados por motores V8 Sunbeam Arab de 150 kW (200 hp). Con el motor Arab, el diseño fue redesignado como Scout F.
El Scout Fera un biplano de un solo vano con alas decaladas de envergadura desigual, con bordes rectos y puntas redondeadas. Los alerones estaban ubicados únicamente en los planos superiores y había suaves recortes en ambos para mejorar la visibilidad desde la cabina abierta, colocada justo detrás del borde de fuga. La cola era convencional, con superficies de control sin compensar. El Scout F tenía un tren de aterrizaje principal de un solo eje montado en el fuselaje, por delante del ala inferior, además de un patín de cola. El motor V-8 Arab refrigerado por agua permitió una instalación sencilla y bastante corta, terminando en una hélice bipala y un tapabuje cónico. Había un pequeño bulto en la parte superior de la capota para el depósito del colector del refrigerante y el radiador estaba colocado en un carenado de túnel entre las patas del tren de aterrizaje, con un par de obturadores para controlar la temperatura del refrigerante.
Vibraciones persistentes acosaron al Arab y se tomó la decisión de usarlo sólo en los dos primeros Scout F, el primero de los cuales voló por primera vez en marzo de 1918. Era rápido, logrando 222 km/h a nivel del mar, y podía ascender a 3050 m (10 000 pies) en 9,5 min. El segundo ejemplar fue volado por pilotos experimentados de la Escuela Central de Vuelo, entre ellos Oliver Stuart, que lo consideró un avión acrobático mejor que el S.E.5a.
En ese momento, Roy Fedden, de la empresa Cosmos Engineering, con sede en Fishponds, un suburbio de Bristol, se puso en contacto con Barnwell. Fedden quería encontrar un fuselaje adecuado para probar el motor radial Cosmos Mercury de 235 kW (315 hp) que estaba desarrollando, y se decidió equipar a la tercera máquina con este motor. Se instaló dentro de una capota de baja resistencia con las culatas expuestas, lo que hizo que el avión fuera 250 mm más corto que las máquinas propulsadas por Arab. El peso aumentó en 27 kg . En esta forma fue conocido como Scout F.1 y voló por primera vez el 6 de septiembre de 1918. La mayor potencia produjo una velocidad máxima ligeramente mayor y un régimen de ascenso mucho mejor.
El tercer Scout F fue el último en volar, aunque se construyó un cuarto avión como fuselaje de repuesto. El Armisticio puso fin al contrato del Mercury, la cancelación de los dos Scout F pendientes y el abandono de las esperanzas de su producción.

## Variantes
Scout E (Type 18)
Designación original del diseño, no construido.
Scout F (Type 21)
Scout E con motor Sunbeam Arab de 150 kW (200 hp), cuatro producidos.
Scout F.1
Tercer Scout F equipado con un motor Cosmos Mercury de 235 kW (315 hp), uno convertido.

## Especificaciones (Scout F con motor Mercury)
Referencia datos: Barnes, 1970, p. 133

### Características generales
- Tripulación: Uno (piloto)
- Longitud: 6,1 m (20 ft)
- Envergadura: 9 m (29,6 ft) (superior)
- Altura: 2,5 m (8,3 ft)
- Superficie alar: 24 m² (258,3 ft²)
- Peso vacío: 653 kg (1439,2 lb)
- Peso cargado: 1025 kg (2259,1 lb)
- Planta motriz: motor radial de 14 cilindros refrigerado por aire Cosmos Mercury.
  - Potencia: 235 kW (324 HP; 320 CV) cada uno.
- Hélices: Bipala de paso fijo

### Rendimiento
- Velocidad máxima operativa (Vno): 233 km/h (145 MPH; 126 kt) a nivel del mar
- Régimen de ascenso: 9,4 m/s (1850 ft/min) hasta los 3000 m (10 000 pies)

### Armamento
- Ametralladoras: 

  - 2x Vickers de 7,7 mm fijas de fuego frontal

## Aeronaves relacionadas

### Secuencias de designación
- Secuencia Numérica (interna de Bristol): ← 15 - 16 - 17 - 18 - 20 - 21 - 22 - 23 - 24 →